# Llucena (kommunhuvudort)
Lucena del Cid är en kommunhuvudort i Spanien.   Den ligger i provinsen Província de Castelló och regionen Valencia, i den östra delen av landet, 290 km öster om huvudstaden Madrid. Lucena del Cid ligger 623 meter över havet och antalet invånare är 1 545.
Terrängen runt Lucena del Cid är kuperad. Runt Lucena del Cid är det ganska tätbefolkat, med 100 invånare per kvadratkilometer. Närmaste större samhälle är L'Alcora, 10,2 km sydost om Lucena del Cid. 